# Ophion choaspese
Ophion choaspese är en stekelart som först beskrevs av Tohru Uchida 1954.  Ophion choaspese ingår i släktet Ophion och familjen brokparasitsteklar. Inga underarter finns listade i Catalogue of Life.